# Frank Darabont
Frank Darabont (* 28. ledna 1959) je americký filmový režisér, scenárista a producent.
Je znám především díky zfilmování dvou děl Stephena Kinga – Vykoupení z věznice Shawshank a Zelená míle.

## Filmografie
- 1983 – Woman in the Room – režie, scénář (krátkometrážní, podle povídky Stephena Kinga)
- 1987 – Noční můra v Elm Street 3: Bojovníci ze sna – scénář
- 1988 – Sliz – scénář
- 1989 – Moucha II – scénář
- 1990 – Pohřben zaživa (TV) – režie
- 1990 – 1992 – Příběhy ze záhrobí – (seriál, scénář ke dvěma epizodám)
- 1994 – Frankenstein – scénář
- 1994 – Vykoupení z věznice Shawshank – režie, scénář (podle románu Stephena Kinga)
- 1997 – Osvícení – herec (podle románu Stephena Kinga)
- 1998 – Upíři – herec
- 1999 – Zelená míle – režie, scénář, produkce (podle románu Stephena Kinga)
- 2001 – Majestic – režie, produkce
- 2005 – King Kong – herec
- 2007 – Mlha – režie (podle povídkové knihy Stephena Kinga)
- 2010 – 2011 – Živí mrtví (seriál) – (režie a scénář několika dílů)
- 2013 – Mob City – (seriál, režie a scénář několika epizod)